# Giáo tỉnh Huế
Giáo tỉnh Huế là một trong ba Giáo tỉnh của Giáo hội Công giáo Rôma tại Việt Nam, cùng với hai giáo tỉnh khác là Giáo tỉnh Sài Gòn và Giáo tỉnh Hà Nội. Giáo tỉnh Huế gồm nhiều Giáo phận ở Miền Trung và Tây Nguyên Việt Nam. Trưởng giáo tỉnh này là vị Tổng giám mục Tổng giáo phận Huế, mà đương nhiệm là Tổng giám mục Giuse Đặng Đức Ngân (từ ngày 24 tháng 05 năm 2025).

## Lịch sử hình thành Giáo tỉnh Huế
Ngày 24 tháng 11 năm 1960, Giáo hoàng Gioan XXIII chia Giáo hội Việt Nam thành 3 giáo tỉnh Hà Nội, Huế và Sài Gòn. Giáo tỉnh Huế lúc đó gồm có 4 giáo phận (Huế, Kon Tum, Nha Trang, Qui Nhơn).
Năm 1965, Giáo phận Đà Nẵng được thành lập. Năm 1967, Giáo phận Ban Mê Thuột được thành lập.

## Danh sách số liệu về các giáo phận trong giáo tỉnh
| STT | Giáo phận/Tổng giáo phận | Giám mục giáo phận             | Diện tích(km2) | Số giáo xứ | Số linh mục | Số giáo dân | Nguồn ước tính |
| --- | ------------------------ | ------------------------------ | -------------- | ---------- | ----------- | ----------- | -------------- |
| 01  | Huế                      | Giuse Đặng Đức Ngân            | 03.793         | 92         | 143         | 64.837      | 2021           |
| 02  | Ban Mê Thuột             | Gioan Baotixita Nguyễn Huy Bắc | 09.453         | 118        | 223         | 459.227     | 2020           |
| 03  | Đà Nẵng                  | Giuse Đặng Đức Ngân            | 04.505         | 51         | 107         | 73.923      | 2021           |
| 04  | Kon Tum                  | Aloisiô Nguyễn Hùng Vị         | 09.743         | 136        | 199         | 368.232     | 2021           |
| 05  | Nha Trang                | Giuse Huỳnh Văn Sỹ             | 03.663         | 116        | 266         | 228.600     | 2021           |
| 06  | Qui Nhơn                 | Mátthêu Nguyễn Văn Khôi        | 06.254         | 57         | 123         | 76.114      | 2020           |

## Danh sách Tổng giám mục trưởng Giáo tỉnh Huế
| STT | Tổng giám mục trưởng Giáo tỉnh | Thời gian   | Ghi chú |
| --- | ------------------------------ | ----------- | --- |
| 01  | Phêrô Máctinô Ngô Đình Thục    | 1960 - 1968 | *Từ năm 1963, Tổng giám mục Thục sang Vatican và không trở về Việt Nam, Tòa Thánh bổ nhiệm Giám mục Tông Tòa Cần Thơ Philíphê Nguyễn Kim Điền làm Giám quản Tông Tòa.   |
| 02  | Philípphê Nguyễn Kim Điền      | 1968 - 1988 | |
| ?   | Giuse Maria Trịnh Văn Căn      | 1988 - 1990 | *Năm 1988, Tòa Thánh bổ nhiệm Hồng y Tổng giám mục Hà Nội Trịnh Văn Căn làm Tổng giám mục Giám quản Tông Tòa Huế. Chức danh Tổng giám mục Trưởng không được xác định rõ |
| ?   | Giacôbê Lê Văn Mẫn             | 1990 - 1994 | Linh mục Mẫn làm Linh mục Giám quản Tổng giáo phận Huế. Chức danh Tổng giám mục trưởng không được xác định                                                              |
| ?   | Stêphanô Nguyễn Như Thể        | 1994 - 1998 | Nguyên Tổng giám mục Phó Như Thể giám quản Tông Tòa, không rõ chức danh Tổng giám mục Trưởng.                                                                           |
| 03  | Stêphanô Nguyễn Như Thể        | 1998 - 2012 | |
| 04  | Phanxicô Xaviê Lê Văn Hồng     | 2012 - 2016 | |
| 05  | Giuse Nguyễn Chí Linh          | 2016 - 2025 | |
| 06  | Giuse Đặng Đức Ngân            | 2025 - nay  | |